# La diligence partira à l'aube
Pour plus de détails, voir Fiche technique et Distribution.
La diligence partira à l'aube (Stage to Thunder Rock) est un film américain en Technicolor réalisé par William F. Claxton, sorti en 1964.

## Synopsis
Après qu'ils ont cambriolé une banque, le shérif Horne poursuit Sawyer et ses deux fils. Mais le banquier victime du hold-up juge que Horne est bien trop intègre pour cette mission. Il propose alors une récompense à Sam Swope, un ancien shérif, pour restituer l'argent volé. Ainsi s'engage une double course-poursuite...

## Fiche technique
- Titre : La diligence partira à l'aube
- Titre original : Stage to Thunder Rock
- Réalisation : William F. Claxton
- Scénario : Charles A. Wallace
- Directeur de la photographie : W. Wallace Kelley
- Montage : Jodie Copelan
- Musique : Paul Dunlap
- Producteur : A.C. Lyles
- Société de production et de distribution : Paramount Pictures
- Pays : États-Unis
- Format : couleur Technicolor – 35 mm – 2.35:1 – mono (Westrex Recording System)
- Genre : Western
- Pays de production :  États-Unis
- Langue : anglais
- Durée : 82 min (1 h 22)
- Dates de sortie :
  - États-Unis : 10 novembre 1964 (New York)
  - France : 23 décembre 1964
- Affiche : Boris Grinsson (France)

## Distribution
- Barry Sullivan (VF : Robert Dalban) : Shérif Horne
- Marilyn Maxwell (VF : Claire Guibert) : Leah (Lise en VF) Parker
- Scott Brady (VF : Jean Martinelli) : Sam Swope
- Lon Chaney Jr. (VF : Fernand Rauzena) : Henry Parker
- Anne Seymour (VF : Marie Francey) : Myra Parker
- John Agar  (VF : Jacques Deschamps) : Dan Carrouthers
- Wanda Hendrix : Sarah Swope
- Ralph Taeger (en) (VF : Pierre Trabaud) : Reese (Chris en VF) Sawyer
- Keenan Wynn (VF : Jean-Henri Chambois) : Ross Sawyer
- Allan Jones : le maire Ted Dollar
- Laurel Goodwin : Julie Parker
- Robert Strauss  (VF : Emile Duard) : Bob Acres
- Robert Lowery : le député-shérif Seth Barrington
- Argentina Brunetti : Sarita
- Paul E. Burns (VF : Fred Pasquali) : Joe Withers